# Dygoris dircenna
Dygoris dircenna är en fjärilsart som beskrevs av Felder 1865. Dygoris dircenna ingår i släktet Dygoris och familjen praktfjärilar. Inga underarter finns listade i Catalogue of Life.